# 小行星16951
小行星16951（16951 Carolus Quartus）是一颗绕太阳运转的小行星，为主小行星带小行星。该小行星于1998年5月19日发现。

## 轨道参数
小行星16951的轨道半长轴为2.9940170 UA，离心率为0.049。